# محمد مهران
محمد مهران (مواليد 6 مايو 1990 في القاهرة)، هو ممثل ومؤلف ومخرج مصري، تخرج من المعهد العالي للفنون المسرحية قسم تمثيل وإخراج 2011، شارك في عام 2012 في العرض المسرحي (حنكتب دستور جديد) الذي نال عنه جائزة الدولة التشجيعية، كما شارك في بطولة المسلسل التليفزيوني (ذات) الذي أخرجه كل من كاملة أبو ذكري وخيري بشارة.
وحاز مهران على أول بطولة سينمائية له على الإطلاق في عام 2013 من خلال فيلم (أسرار عائلية)، له أيضاً تجربة إخراجية في العرض المسرحي (المطلوب) وحاز العرض على العديد من الجوائز في الاخراج والتمثيل والديكور والموسيقى والإضاءة وأفضل عرض مسرحي في العديد من المهرجانات في كل من مصر، روسيا ورومانيا.

## أعماله

### الأفلام
- 2013: أسرار عائلية - مروان
- 2016: من 30 سنة - سليم
- 2016: البر التاني - مجدي
- 2017: ممنوع الاقتراب أو التصوير - بسام لطيف
- 2018: بلاش تبوسني - تامر تيمور
- 2020: صابر وراضي
- 2020: بنات ثانوي
- 2021: ماكو
- 2021: المحكمة
- 2022: قمر 14

### المسلسلات
- 2012: الخفافيش
- 2013: بنت اسمها ذات - أمجد
- 2014: كيد الحموات - إبراهيم
- 2014: قلوب - مصطفى
- 2014: فيفا أطاطا - الأمير
- 2014: فرق توقيت - لؤى
- 2014: سرايا عابدين (ج1) - حسين كامل
- 2015: سرايا عابدين (ج2) - حسين كامل
- 2015: دنيا جديدة
- 2015: ألوان الطيف
- 2015: المطلقات - عماد
- 2015: البيوت أسرار - شهاب مراد
- 2016: نصيبي وقسمتك
- 2016: المغني - عمر
- 2017: نصيبي وقسمتك 2
- 2017: عفاريت عدلي علام - مروان
- 2017: رمضان كريم - حسين
- 2017: الحالة ج - عماد جوزيف
- 2017: الجماعة 2 - شكري مصطفى
- 2018: عائلة الحاج نعمان (ج2)
- 2018: أمر واقع - الأخرس
- 2018: الرحلة - عمر
- 2018: الأب الروحي (ج2) - سلام نصير
- 2018: أبو العروسة (ج2)
- 2019: كارمن - أحمد
- 2019: زودياك - سامي وصفي
- 2019: حدوته مُرة - زكريا فتحي
- 2019: أنا شيري دوت كوم - رمزي
- 2020: لؤلؤ
- 2020: طلقتك نفسي
- 2020: حب عمري
- 2020: الحرامي
- 2020: البرنس
- 2021: نصيبي وقسمتك 4
- 2021: نسل الأغراب
- 2021: في يوم وليلة
- 2021: زي القمر ج2
- 2021: بنت السلطان
- 2021: النمر
- 2022: الوسم
- 2022: رانيا وسكينة
- 2022: بيت الشدة
- 2022: انحراف
- 2023: المداح 3
- 2024: فهد البطل بدور ضياء ابن الحاجة فايزة الشبح

### المسرحيات
- 2011: هنكتب دستور جديد
- 2014: بابا جاب موز -حمودة

## حياته الشخصية
متزوج من المخرجة مي عبد الحافظ وله ابن.

## روابط خارجية
- محمد مهران على موقع IMDb (الإنجليزية)
- محمد مهران على موقع الدهليز
- محمد مهران على موقع قاعدة بيانات الأفلام العربية